# Floriane Daniel

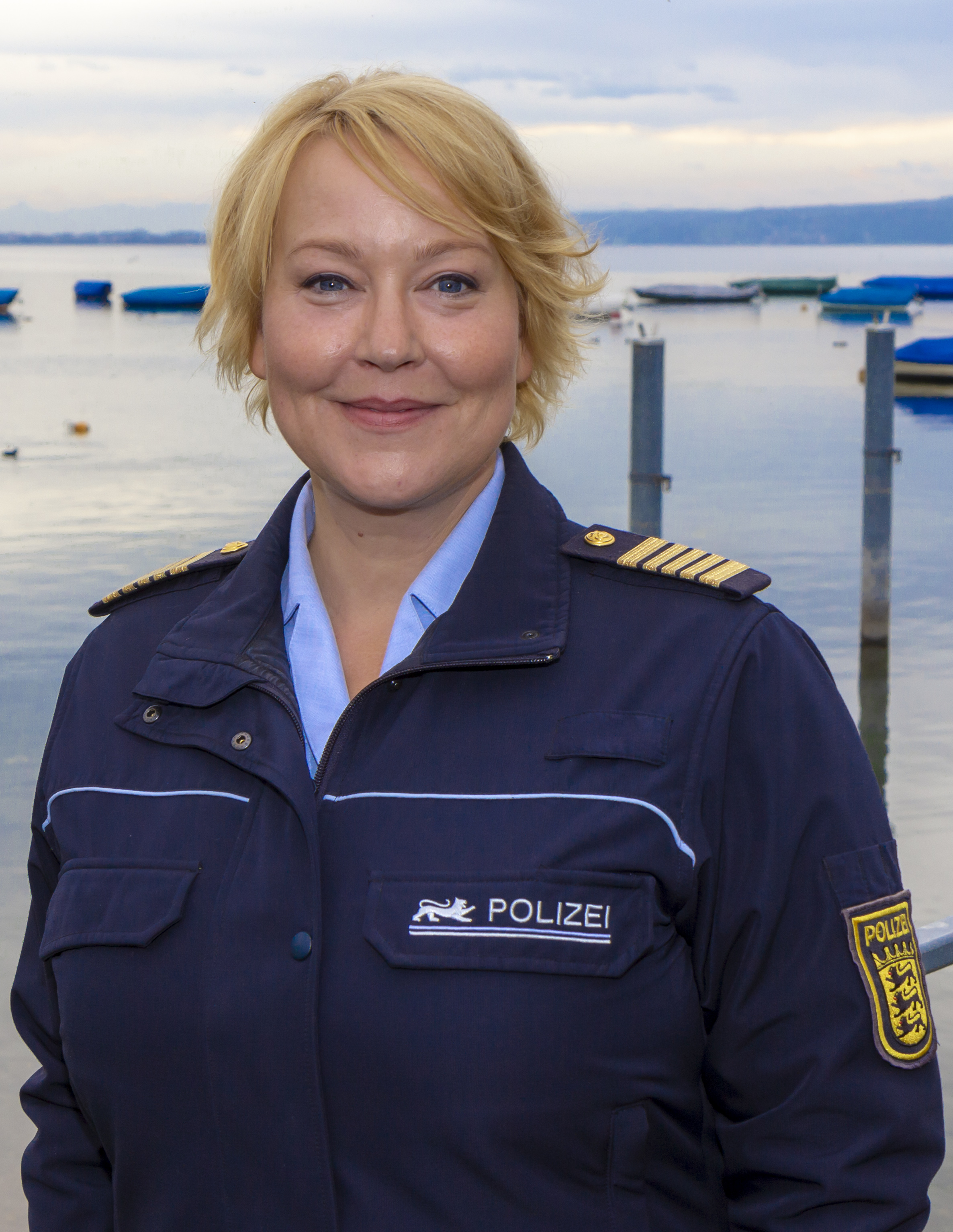
Floriane Daniel, 2019

Floriane Daniel (* 17. September 1971 in West-Berlin) ist eine deutsche Schauspielerin. Ihren Durchbruch hatte sie 1996 als Übersetzerin Rebecca in Tom Tykwers Filmdrama Winterschläfer. Einem breiten Fernsehpublikum ist sie seit 2017 als Kommissarin Nele Fehrenbach in der Krimiserie WaPo Bodensee bekannt. Sie stand bislang in über 100 Film- und Fernsehproduktionen vor der Kamera und wirkte in mehreren Theaterinszenierungen mit.

## Leben

### Herkunft, Ausbildung und Privates
Floriane Daniel ist das älteste von sieben Geschwistern. Während ihrer Schulzeit an verschiedenen Waldorfschulen in West-Berlin hatte sie mehrmals die Gelegenheit, bei Theaterinszenierungen auf der Bühne zu stehen. Nach ihrem Entschluss, Schauspielerin zu werden, begann sie eine Ausbildung am Bühnenstudio der darstellenden Künste in Hamburg.
Daniel ist mit dem Kameramann Peter Aichholzer verheiratet, den sie 1999 während der Dreharbeiten des Kriminalfilms Sperling und das große Ehrenwort (2000) kennenlernte. Der Ehe entstammt eine gemeinsame Tochter (* 2002). Das Paar lebt abwechselnd in Berlin und Hamburg.

### Film und Fernsehen
1993 gab Daniel unter der Regie von Maria Theresia Wagner ihr Kameradebüt in der ZDF-Weihnachtsserie Clara. 1996 spielte sie an der Seite von Grit Boettcher in der 2. Staffel der ZDF-Familienserie Immer wieder Sonntag als junge Felicitas eine durchgehende Rolle. Im gleichen Jahr gelang ihr auch der Durchbruch als Filmschauspielerin in der Hauptrolle der Übersetzerin Rebecca und verführerischen Freundin von Heino Ferch in Tom Tykwers Filmdrama Winterschläfer. Es folgten Hauptrollen als psychisch kranke Ehefrau in dem Kino-Psychothriller Ein tödliches Verhältnis (1998) mit Dominique Horwitz und im Fernsehen als Studentin Verena und Geliebte von Horst Buchholz in Der kleine Unterschied (1996). Weitere Fernsehrollen hatte sie u. a. in Produktionen wie Sind denn alle netten Männer schwul? (2000), Gabi Kubachs Weihnachtsfilm Lauras Wunschzettel (2005), Dennis Satins Komödie Zoogeflüster – Komm mir nicht ins Gehege! (2008) oder in Jörg Grünlers Melodram Liebe am Fjord – Das Meer der Frauen (2011), wo sie die ältere Schwester von Muriel Baumeister spielte, die nach 17 Jahren in die norwegische Heimat zurückkehrt, um ihre damals als Kleinkind zurückgelassene Tochter, die ihre Schwester während ihrer Abwesenheit großzog, kennenzulernen. Auf der Kinoleinwand verkörperte sie 2006 in Ralf Huettners Filmkomödie Reine Formsache die frustrierte Ehefrau von Bastian Pastewka. 2008 übernahm sie an der Seite von Hannelore Elsner die Rolle ihrer Schwägerin Emma Angermeier in Doris Dörries Filmdrama Kirschblüten – Hanami. Am 7. März 2019 startete Kirschblüten & Dämonen, die Fortsetzung des Filmdramas Kirschblüten – Hanami aus dem Jahre 2008, in den Kinos, in welchem sie erneut die Rolle der am Schloss Neuschwanstein angestellten Emma Angermeier spielte.
Seit 1993 spielt Daniel kontinuierlich Gastrollen in zahlreichen Fernsehserien- und reihen. Daneben übernimmt sie auch durchgehende und wiederkehrende Rollen. Von 2010 bis 2016 spielte sie als Annette Hansen die Ehefrau des von Heikko Deutschmann gespielten Tierarztes Dr. Philip Hansen in der Familienserie Tiere bis unters Dach. In der Krimiserie Der letzte Bulle mit Henning Baum in der Titelrolle war sie die Ex-Frau des „letzten Bullen“ Mick Brisgau. Von 2013 bis 2014 war sie ab Folge 9 als Polizeirätin Nadja Bock an der Seite von Friederike Kempter und Matthias Klimsa in der ARD-Krimiserie Heiter bis tödlich: Hauptstadtrevier zu sehen. In den Jahren 2016 und 2017 wirkte sie als Rechtsmedizinerin Heidi Grüner in drei Folgen der ARD-Reihe Der Bozen-Krimi mit. Seit Januar 2017 spielt Daniel die Serienhauptrolle in der Krimiserie WaPo Bodensee, wo sie die Hamburger Kommissarin Nele Fehrenbach, die an ihre alte Heimat an den Bodensee zurückgekehrt ist, um die Leitung der Wasserschutzpolizei Konstanz zu übernehmen, verkörpert.

## Filmografie

### Kino
- 1997: Winterschläfer
- 1997: Ein tödliches Verhältnis
- 2001: Morgengrauen (Kurzfilm)
- 2004: Schöne Frauen
- 2005: Liebeswunsch
- 2005: Reine Formsache
- 2008: Kirschblüten – Hanami
- 2009: So glücklich war ich noch nie
- 2019: Kirschblüten & Dämonen

### Fernsehen

#### Fernsehfilme (Auswahl)
- 1995: Kinder des Satans
- 1995: Zwischen Tag und Nacht
- 1997: Der kleine Unterschied
- 1998: Das Glück wohnt hinterm Deich
- 1998: Ein tödliches Verhältnis
- 1998: Kein Mann für eine Nacht
- 1998: Titus und der Fluch der Diamanten
- 1999: Das Callgirl
- 1999: Millennium Love
- 1999: Eine Liebe in Verona
- 1999: Urlaub im Orient – Und niemand hört dein Schreien
- 2000: Todesflug
- 2001: Das Rätsel des blutroten Rubins
- 2001: Sind denn alle netten Männer schwul?
- 2002: Hochzeit auf Raten
- 2003: Ich leih dir meinen Mann
- 2005: Popp Dich schlank!
- 2005: Ein ganz normales Paar
- 2005: Lauras Wunschzettel
- 2005: Die Braut von der Tankstelle
- 2007: Heimweh nach drüben
- 2007: Durch Himmel und Hölle
- 2008: Zwei Weihnachtsmänner
- 2008: Liebe im Halteverbot
- 2008: Zoogeflüster – Komm mir nicht ins Gehege!
- 2010: Die Zeit der Kraniche
- 2011: Frischer Wind
- 2011: Stankowskis Millionen
- 2013: Flaschenpost an meinen Mann
- 2014: Winnetous Weiber
- 2014: Ein Reihenhaus steht selten allein
- 2016: Neues aus dem Reihenhaus
- 2016: Emma nach Mitternacht – Der Wolf und die sieben Geiseln

#### Fernsehserien und -reihen (Auswahl)
- 1993: Clara (2 Folgen)
- 1996: Immer wieder Sonntag (11 Folgen)
- 1996: Adelheid und ihre Mörder (Folge Die schöne Lydia)
- 1996: Max Wolkenstein (Folge Königskinder)
- 1996–1997: Freunde fürs Leben (4 Folgen)
- 1997: Sophie – Schlauer als die Polizei (Folge Der Fingermörder)
- 1997: Nikola (Folge Ein heißes Wochenende)
- 1998: Titus, der Satansbraten (8 Folgen)
- 1998: Alarm für Cobra 11 – Die Autobahnpolizei (Folge Sonnenkinder)
- 1998: Balko (Folge Terror im OP)
- 1999: Stahlnetz (Folge Der Spanner)
- 2000: Sperling – Sperling und das große Ehrenwort
- 2001: Rosamunde Pilcher – Wind über dem Fluss
- 2004: Der Ferienarzt (Folge ...am Gardasee)
- 2004; 2011: SOKO Wismar (verschiedene Rollen, 2 Folgen)
- 2005: SOKO Köln (Folge Bewährungsprobe)
- 2005: Pfarrer Braun: ''Adel vernichtet''
- 2007: SOKO Kitzbühel (Folge Tödliche Geschäfte)
- 2008: Ein Fall für zwei (Folge Bittere Erkenntnis)
- 2008: Notruf Hafenkante (Folge Herzenssache)
- 2009: Die Bergretter (Folge Schmerzhafte Erinnerung)
- 2010–2016: Tiere bis unters Dach (als Annette Hansen)
- 2010: Polizeiruf 110 – Schatten
- 2010–2011: Der letzte Bulle (11 Folgen)
- 2011: Liebe am Fjord – Das Meer der Frauen
- 2011: Tatort – Tödliche Häppchen
- 2012: Danni Lowinski (Folge Knast)
- 2012: SOKO Stuttgart (Folge Ausgekocht)
- 2013: Hannah Mangold & Lucy Palm – Tot im Wald
- 2013: Der Bulle und das Landei (Folge Ich sehe was, was du nicht siehst und das ist … tot)
- 2013: Polizeiruf 110 – Der verlorene Sohn
- 2013–2014: Heiter bis tödlich: Hauptstadtrevier (18 Folgen)
- 2015: Letzte Spur Berlin (Folge Allesfresser)
- 2015: Krüger – Krüger aus Almanya
- 2016: Der Bergdoktor – Zehn Jahre Ewigkeit
- 2016–2017: Der Bozen-Krimi (3 Folgen)
  - 2016: Das fünfte Gebot
  - 2016: Herz-Jesu-Blut
  - 2017: Am Abgrund
- seit 2017: WaPo Bodensee (als KHK Nele Fehrenbach)
- 2018: Krüger – Krügers Odyssee
- 2018: Chaos-Queens: Ehebrecher und andere Unschuldslämmer
- 2019: Kroymann (Satiresendung, 1 Folge)